# أمان الله التيساوي
أمان الله التيساوي (من مواليد 9 نوفمبر 2004)، من تونس، هو لاعب ألعاب قوى متخصص في رياضة الجري لمسافات متوسطة. مثل بلاده في مسابقات دورة الألعاب البارالمبية الصيفية 2024 في باريس.

## حياة مهنية
شارك تيساوي في مسابقات بطولة العالم لألعاب القوى لذوي الاحتياجات الخاصة 2024، حيث فاز بالميدالية الذهبية في سباق 1500 متر T38، وفاز أيضًا بالميدالية البرونزية في سباق 400 متر T37. ثم مثل بلاده في أحداث دورة الألعاب البارالمبية الصيفية 2024 وفاز بالميدالية البرونزية في سباق 1500 متر T37. 